# Dublin (New Hampshire)
Dublin – miasto w Stanach Zjednoczonych, w stanie New Hampshire, w hrabstwie Fayette.